# 엔비디아 3D 비전
엔비디아 3D 비전(Nvidia 3D Vision, 구 명칭: 지포스 3D 비전)은 엔비디아의 단종된 스테레오스코픽 게임 키트로, 액정 셔터 안경과 장치 드라이버 소프트웨어로 구성되어 Direct3D 게임에서 다양한 호환성으로 스테레오스코픽 시야를 가능하게 했다. 셔터 안경에는 여러 가지 예가 있다. 전기적으로 제어되는 기계식 셔터 안경은 20세기 중반으로 거슬러 올라간다. LCD 셔터 안경은 1980년대에 등장했으며, 그 중 하나는 세가의 세가스코프이다. 이는 세가의 비디오 게임 콘솔, 마스터 시스템에서 사용 가능했다. 2008년에 출시된 엔비디아 3D 비전 게임 키트는 이 기술을 주류 소비자와 PC 게이머에게 제공했다.
이 키트는 120 Hz LCD 모니터를 위해 특별히 설계되었지만, CRT 모니터(일부는 1024×768×120 Hz 및 더 높은 화면 재생 빈도에서도 작동할 수 있음), DLP 프로젝터, 3LCD 프로젝터 등과도 호환된다. 엔비디아의 호환 그래픽 카드(지포스 200 시리즈 또는 이후 버전)가 필요하다.

## 셔터 안경
이 안경은 무선 IR 프로토콜을 사용하며 USB 케이블로 충전할 수 있어 약 60시간 동안 연속 사용이 가능하다.
무선 이미터는 USB 포트에 연결되어 기본 드라이버 소프트웨어와 인터페이스한다. 또한 지원되는 DLP TV 세트를 연결하기 위한 VESA 스테레오 포트도 포함되어 있지만, 엔비디아 3D 비전 드라이버가 설치된 PC 없이 독립적으로 작동하는 것은 허용되지 않는다.
엔비디아는 3D 비전 키트(SKU 942-10701-0003)에 셔터 안경 한 쌍을 포함한다. 각 렌즈는 60 Hz로 작동하며, 번갈아 가며 120 Hz의 3차원 경험을 제공한다.

## 스테레오 드라이버
스테레오 드라이버 소프트웨어는 애플리케이션에서 제출된 3D 모델을 사용하여 표준 모노 뷰 대신 두 개의 스테레오스코픽 뷰를 렌더링함으로써 자동 스테레오스코픽 변환을 수행할 수 있다. 자동 드라이버는 두 가지 모드로 작동한다: 3D 비전 드라이버가 스테레오 컨버전스(팝 아웃) 및 스테레오 분리(화면 깊이)를 제어하는 완전히 "자동" 모드와, 게임 개발자가 독점적인 NVAPI를 사용하여 화면 깊이, 분리 및 텍스처를 제어하는 "명시적" 모드이다.
쿼드 버퍼링 모드는 개발자가 렌더링을 제어하여 드라이버의 자동 모드를 피하고 렌더링된 스테레오 이미지를 왼쪽 및 오른쪽 프레임 버퍼와 관련 백 버퍼에 직접 제공할 수 있도록 한다.

### 역사
엔비디아 스테레오 드라이버의 뿌리는 1990년대 유선 ELSA Revelator 셔터 안경과 함께 제공된 소프트웨어에서 찾을 수 있다. 엔비디아는 이 기술을 인수하여 스테레오스코픽 셔터 안경을 포함한 다양한 스테레오스코픽 디스플레이 기술을 자체 드라이버 버전으로 지원해 왔으며, 이 드라이버는 엔비디아 그래픽 카드에서만 작동했다.
2008년, 엔비디아는 드라이버를 대대적으로 재작성하여 윈도우 디스플레이 드라이버 모델을 사용하도록 변경했으며, 이로 인해 윈도우 비스타 및 엔비디아의 안경과만 호환되었다. 이 스테레오 드라이버는 3D 비전 드라이버로 이름이 변경되었다.

### 지원 중단
2019년 4월 11일, 엔비디아는 드라이버에서 3D 비전 지원을 중단한다고 발표했다. 3DTV 지원도 중단되었다. 버전 425.31 이후의 드라이버 릴리스에는 3D 비전 지원이 포함되지 않는다.

## 같이 보기
- 엔비디아 3D 비전 지원 게임 목록
- AMD HD3D